# 15854 Numa
15854 Numa è un asteroide della fascia principale. Scoperto nel 1996, presenta un'orbita caratterizzata da un semiasse maggiore pari a 2,2247757 UA e da un'eccentricità di 0,0977566, inclinata di 5,79917° rispetto all'eclittica.
L'asteroide è dedicato a Numa Pompilio, re di Roma.